# Alfredo Ciarabelli
Alfredo Ciarabelli (Umbertide, 10 febbraio 1924 – febbraio 2013) è stato un politico italiano.

## Biografia
Nato a Umbertide nel 1924, militò nelle file del Partito Comunista Italiano, ricoprendo vari incarichi pubblici in Umbria. Dal 1970 al 1975 fu presidente dell'amministrazione provinciale di Perugia.  Dopo l'esperienza politica, presiedette l'ASP (Auto Servizi Perugia) e fu vice-presidente del Comitato regionale di controllo (CO.RE.CO.). Morì nel febbraio 2013.